# Saunerie

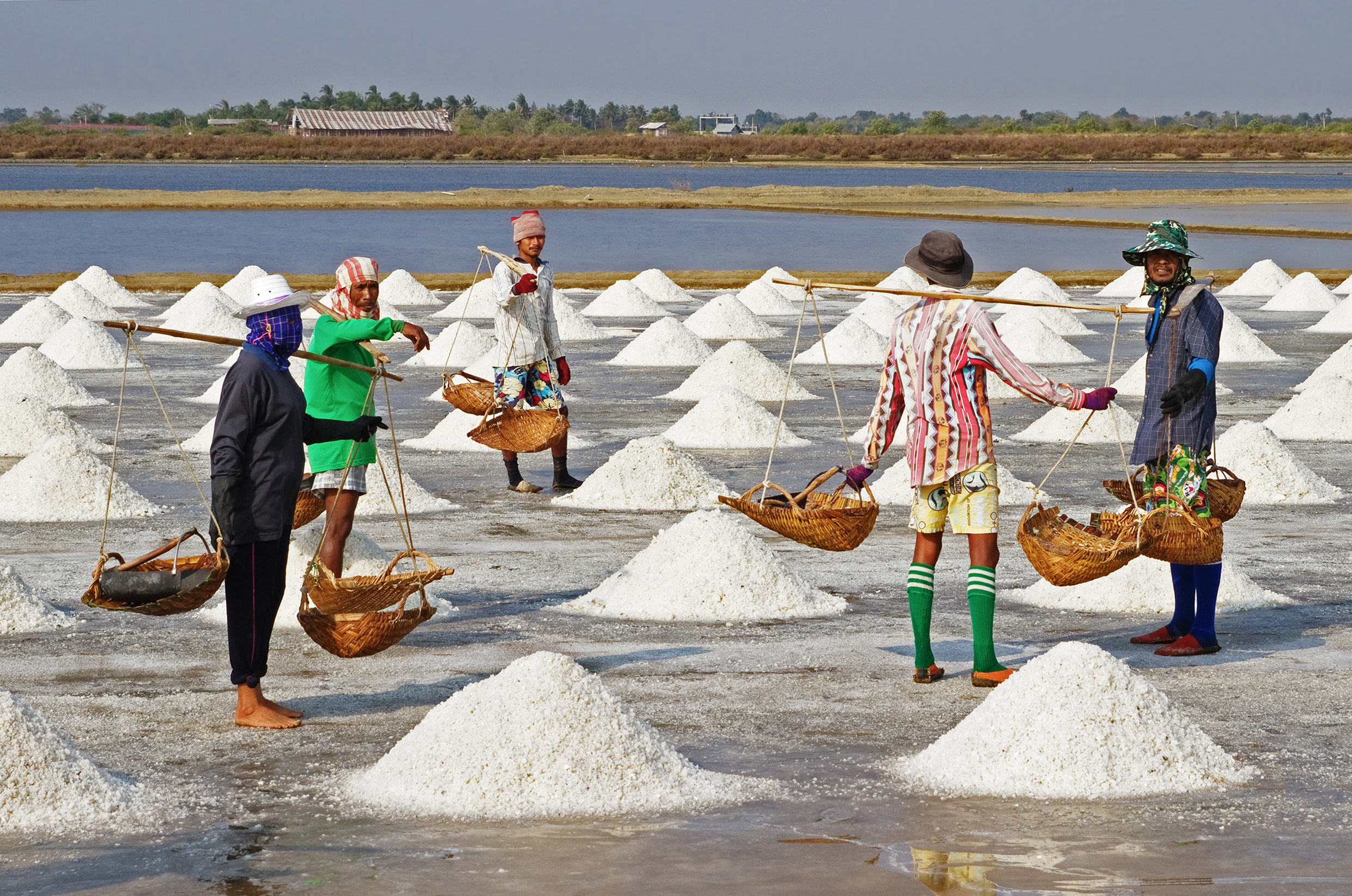
Sauniers récoltant le sel de leur saunerie en Thaïlande

Une saunerie (ou saulnerie) désigne l'ensemble des installations d'extraction du sel par les « sauniers » (ou saulniers), dans l'Antiquité, au Moyen Âge ou à une époque plus récente. L'extraction se fait par évaporation naturelle de l'eau de mer dans des marais salants (saline aérogène fonctionnant avec les trois éléments clés de la saliculture, à savoir l'eau, l'air et la terre), ou par le  feu, dans des « fours à sel » (saline ignigène).

## Préhistoires et protohistoire
Les croûtes naturelles de sel déposées par les embruns ou le long de lagunes naturelles ont probablement été exploités par l'homme préhistorique. De nombreux mammifères se montrent friands de sel. Ils étaient donc probablement aussi attirés par ces gisements. Ces régions riches en sel étaient donc peut être plus giboyeuses que la moyenne, d'autant qu'elles sont situées en Europe sur l'un des principaux corridors de migration des oiseaux.
Des fouilles archéologiques ont mis au jour en France des sauneries anciennes et pour certaines assez éloignées du trait de côte actuel et de celui de la plupart des époques qui se sont succédé durant leur fonctionnement. 
Les premières sauneries connues en Europe produisaient un « sel ignigène » (sel obtenu à partir de saumure évaporée par le feu, dans des moules d'argile fine, a priori destinés à être cassés, une fois le pain de sel terminé ou lors de son utilisation). Une hypothèse est que — dans certains cas au moins — la saumure a pu être extraite de vases ayant pré-concentré le sel, dans des lagunes probablement.  
En 2017, un four à sel de l'âge du bronze a été découvert sur une plage de la baie du Mont-St-Michel . Une datation au Carbone 14 effectuée sur les restes de charbon retrouvés permet de dater ce four à environ 1 000 ans av. J.C. .
Des sauneries sont connues à la fin de la haute-antiquité, avant la création des voies romaines (par exemple à Pitgam et dans plusieurs autres communes du Nord-Pas-de-Calais). Des éléments de fours et de grille ont été retrouvés à Sorrus (dans le Pas-de-Calais, sur le tracé de l'actuel autoroute A16, à 9 km de l'actuel trait de côte, mais en surplomb d'anciennes vasières et marais, qui se sont à plusieurs reprises trouvés sous la mer, et qui ont pu s'enrichir en sel quand le niveau marin a baissé avec le reflux des transgressions marines). Cette localisation pourrait aussi s'expliquer par un important besoin en bois, les arbres poussant — dans ces régions — moins près de la mer. Ces sauneries de l'actuel nord de la France et du sud de la Belgique fonctionnaient déjà environ 400 ans avant Jules César, et ont maintenu leur activité jusqu'à environ quatre siècles après lui. 
Le sel a pu ensuite servir à conserver du poisson ou de la viande sur place, mais l'essentiel était probablement exporté et utilisé comme cadeau, monnaie, ou monnaie d'échange (troc), souvent sous forme de pains moulés dans des augets (moules à pains de sels). 
Pour les époques gauloises, des restes équins sont souvent trouvés à proximité, ce qui fait supposer que des chevaux étaient utilisés pour transporter le bois et les « pains de sel ». 

### Toponymie, dénominations, étymologies
Une hypothèse, non confirmée, est que le sel et les sauneries gauloises puis gallo-romaines des rivages de la Gaule du Nord pourraient être l'une des origines du nom des saliens qui peuplaient ces régions d'où – à l'époque de l'Empire romain – ce sel était acheminé sous forme de pains de sel jusqu'à Rome par les voies romaines, ainsi qu'un jambon ménapien salé ou fumé, très réputé à Rome.
Dans le Sud de la France, sous l'Ancien Régime, les contrebandiers en sel étaient appelés « faux sau(l)niers » et les agents chargés de les traquer, les « gabelous ».

### Les litiges liés au sel
Ces litiges, de même que ceux liés aux « greniers à sel »[pas clair] pouvaient relever des « cas royaux »[pas clair] : causes juridiques relevant de la seule souveraineté royale et donc "réservées à la connaissance des seuls juges royaux, privativement à tous autres juges"[pas clair] (seigneuriaux ou ecclésiastiques, et parfois prévosts qui n'étaient[pas clair] des "juges royaux inférieurs")[pas clair], ce qui montre l'importance stratégique tout à fait particulière du sel.

## Haut Moyen Âge
Des vestiges d'une saunerie du Haut Moyen Âge (VIIe siècle) ont été découverts à Grozon en septembre 2014 lors d'une fouille préventive qui mit au jour les fondations de bâtiments en bois conservés par la présence de la nappe phréatique et la base des murs en pierre de 50 cm d'épaisseur et d'1,5 mètre d'élévation du bâtiment d'évaporation. Les archéologues estiment que ces vestiges sont uniques en France et que la présence d'un bâtiment maçonné (habituellement réservé aux édifices religieux à cette période) remet en question les connaissances historiques sur les infrastructures des salines du haut Moyen Âge,.